# Best of 2001—2009 (álbum de The Rasmus)

Best of 2001–2009 é uma compilação com sucessos da banda finlandesa de rock  alternativo The Rasmus. O lançamento ocorreu em Novembro de 2009. As canções  escolhidas são entre os anos 2001 a 2009.
Uma canção inédita, intitulada October & Black Roses, foi lançada como single para promover o  álbum. Esta canção foi gravada durante a gravação do álbum anterior, Black Roses,  porém descartada na produção final. Possui parceria nos vocais da cantora Anette  Olzon da banda Nightwish.
A canção Open My Eyes (versão acústica) está presente na versão britânica do álbum Hide from the Sun.

## Faixas
| N.º | Título                                 | Duração |  |
| 1.  | "In the Shadows"                       | 4:06    |  |
| 2.  | "No Fear"                              | 4:07    |  |
| 3.  | "Guilty (Us Mix)"                      | 3:44    |  |
| 4.  | "October & April (feat. Anette Olzon)" | 3:54    |  |
| 5.  | "First Day of My Life"                 | 3:44    |  |
| 6.  | "Livin' in a World Without You"        | 3:50    |  |
| 7.  | "F-F-F-Falling"                        | 3:52    |  |
| 8.  | "Chill"                                | 4:13    |  |
| 9.  | "Immortal"                             | 4:57    |  |
| 10. | "Justify"                              | 4:26    |  |
| 11. | "Shot"                                 | 4:18    |  |
| 12. | "Funeral Song"                         | 3:21    |  |
| 13. | "Ghost of Love"                        | 3:17    |  |
| 14. | "Open My Eyes (Acoustic Version)"      | 3:23    |  |
| 15. | "In My Life"                           | 4:02    |  |
| 16. | "Ten Black Roses"                      | 3:54    |  |
| 17. | "Sail Away"                            | 3:49    |  |

## Tabelas Musicais
| Tabela musical (2009) | Peak Melhor posição |
| --------------------- | ------------------- |
| Finlândia             | 8                   |